# Jansens Standerdmolen
De Standerdmolen van Jansen, ook wel Jansens molen genoemd, was de oudste windmolen van Velden, een dorp in de Nederlandse gemeente Venlo. De molen stond in de buurtschap Hasselderheide, op een natuurlijke hoogte. Vanaf het bordes van de molen kon men 32 kerktorens tellen.
De molen had een gesloten voet en het kruiwerk was een zogenaamde zetelkruier. In 1794, in de Franse tijd werd de molen afgebroken. In 1797 werd er echter een nieuwe molen gebouwd.
De precieze ouderdom van de molen is niet overgeleverd, maar in 1736 werd Frans Arnold Adriaan van Hoensbroeck beleend met de helft van Velden, inclusief de windmolen. De molen dateert dus in ieder geval van voor die tijd.
In het begin van de negentiende eeuw was de molen in bezit van de familie von Wymar zu Kirchberg, een uit Pruisen afkomstige adellijke familie. Deze familie kreeg in 1779 ook al de Wymarse Molen in bezit door aankoop van de hertog van Gelre. De laatste telg uit deze familie stierf in 1847, waardoor de molen weer in andere handen kwam. Tot het begin van de twintigste eeuw wisselde de molen nog enkele keren van eigenaar, totdat in 1903 een zekere Piet of Peter Jansen uit Velden de tot dan toe gepachte molen kocht. Tot 1933 hielden zijn nazaten de molen in de familie, maar de laatste van hen werd in dat jaar uitgekocht. De molen werd in hetzelfde jaar gesloopt. De maalderij bleef tot in de jaren zestig van de twintigste eeuw in bedrijf.